# اس‌اس بریتانیک (۱۸۷۴)
اس‌اس بریتانیک (۱۸۷۴) (به انگلیسی: SS Britannic (1874) یک کشتی بود که طول آن ۴۶۸ فوت (۱۴۲٫۶۵ متر) بود. این کشتی در سال ۱۸۷۴ ساخته شد.